# Светла Тодорова
Светла Тодорова е българска актриса.

## Биография
Родена е на 16 август 1974 г. в Стара Загора и до четвърти клас учи в Раднево, в пети е в Стара Загора, заради художествената гимнастика. За средното си образование вече е във Велико Търново. Кандидатства кинорежисура в НАТФИЗ и стига до трети кръг. Завършва специалността „Движенчески театър“ в Нов български университет, с художествен ръководител Възкресия Вихърова, както и магистратура „Мениджмънт в сценичните изкуства и индустрии“ в НАТФИЗ „Кръстьо Сарафов“. От 1997 г. е в трупата на Драматичен театър „Гео Милев“ в Стара Загора.
От 2022 г. е директор на Драматичен театър „Гео Милев“ в Стара Загора.